# Скерневиці
Скерневиці (пол. Skierniewice) — місто на правах повіту в Лодзинському воєводстві, розташоване на річці Скерньовці.

## Історія

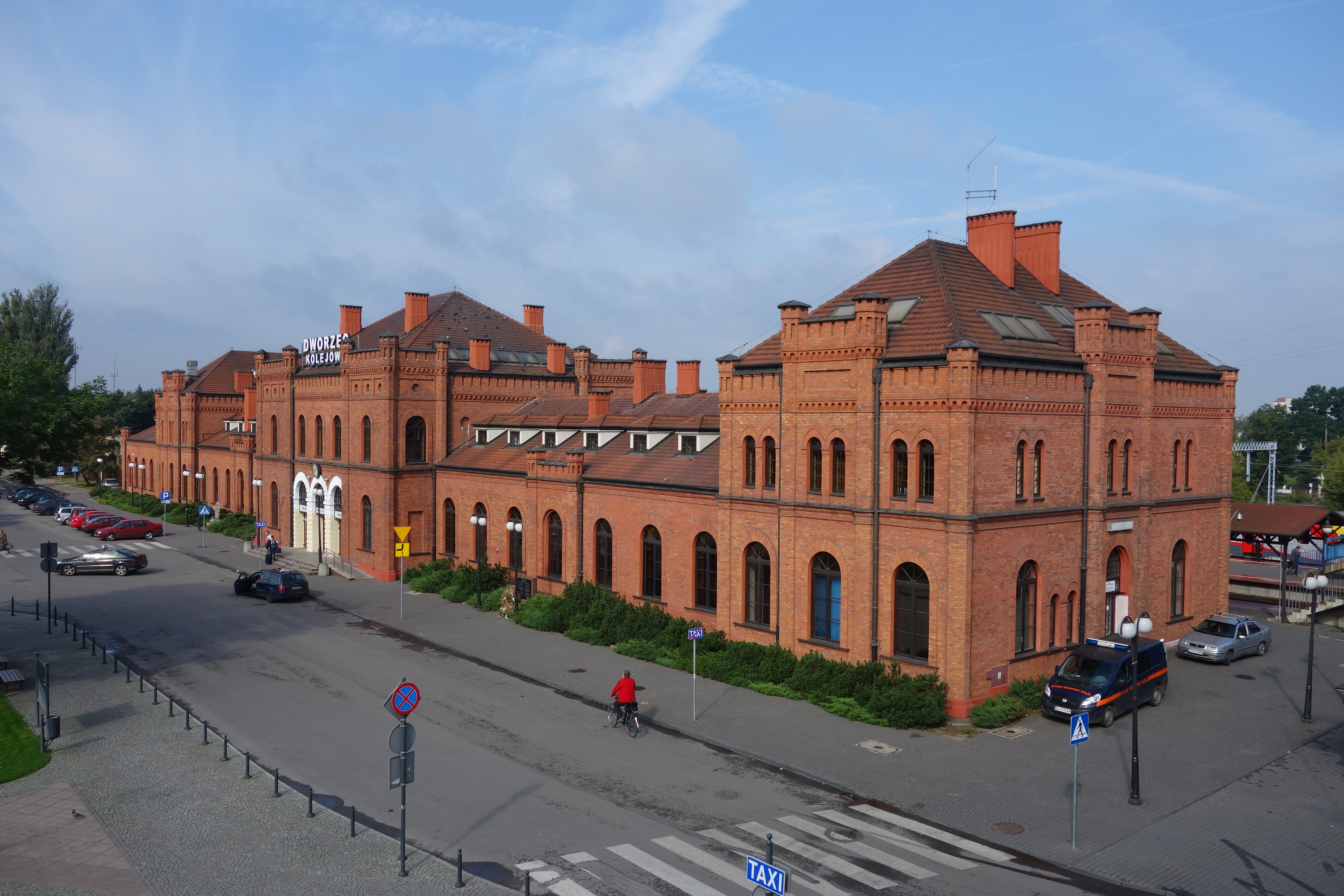
Вокзал

Місто засноване в XIII ст., статус міста від 1457 року.
У міському кінотеатрі під час окупації певний час працював Павло Шандрук.
До Скерневиць також було переведено радянських військовополонених (серед яких було багато українців) з Шталагу 319 у Холмі. 15 травня 1944 р. з Холма до Скерневиць перевезено останніх полонених. Табір у Скірневицях зводився впродовж березня-квітня 1944 р. на вул. Белянській поблизу від лісопилки на площі 0,7 га. Спочатку тут збудовано примітивні землянки, а потім 3 бараки для полонених розміром 30х7 м. У віллі, розташованій неподалік, містилася комендатура і вартівня. Втекти звідси було важко, табір стерегли солдати Вермахту та гестапівці. Умови життя були дуже важкими. Панувала величезна смертність. Померлих вночі вивозили і ховали у розташованому поблизу лісі. Окрім важких умов харчування в’язнів мордували важкою працею над зведенням фортифікаційних рубежів над р. Равкою. Табір існував до серпня 1944 р., коли в’язнів евакуювали у західному напрямку. До січня 1945 у таборі утримували варшавських повстанців, партизанів та польських військовополонених з 1-ї армії Війська Польського.
На Вокзальній площі у Скерневицях у листопаді 2020 року відкрили пам’ятник під назвою «Перед Варшавською битвою – Скерневиці 1920-2020». Він вшановує народи, які підтримали польську армію в боротьбі проти більшовиків 1920 року. На монументі, розробленому професором Каролем Бадиною, представлені маршал Юзеф Пілсудський, український полководець Симон Петлюра, прем’єр-міністр Угорщини Пал Телекі та військовий радник штабу польської армії, а пізніше президент Франції Шарль де Голль.

## Демографія
Демографічна структура станом на 31 березня 2011 року:
|          | Загалом | Допрацездатний вік | Працездатний вік | Постпрацездатний вік |
| -------- | ------- | ------------------ | ---------------- | -------------------- |
| Чоловіки | 23296   | 4658               | 16391            | 2247                 |
| Жінки    | 25326   | 4177               | 15636            | 5513                 |
| Разом    | 48622   | 8835               | 32027            | 7760                 |

Населення за роками:

## Відомі люди
- Народилася Омельчук Аліція Віталіївна (* 10 червня 1946) — українська акторка.

### Померли
- Юліуш Струтинський — польськомовний письменник українського походження[8]
- Генрик Фірлей — примас Польщі.